# Brzózki Małe
Brzózki Małe (niem. Klein Brzosken, 1930–1945 Birkental) – uroczysko, nieistniejąca osada w Polsce, w województwie warmińsko-mazurskim, w powiecie piskim, w gminie Biała Piska.
Miejscowość została zniesiona z dniem 1 stycznia 2015.
W latach 1975-1998 miejscowość administracyjnie należała do województwa suwalskiego.

## Historia
Wieś powstała w ramach kolonizacji Wielkiej Puszczy, nad samą granicą z Mazowszem. Wcześniej był to obszar Galindii. Wieś ziemiańska, dobra służebne w posiadaniu drobnego rycerstwa (tak zwani wolni, ziemianie w języku staropolskim), z obowiązkiem służby rycerskiej (zbrojnej). W XV i XVI w. wieś wymieniana w dokumentach pod nazwą Broβken, Broβsk, i należała do parafii w Białej Piskiej
Osada powstała przed wojną trzynastoletnią (1454-1466). Wieś lokowana przez komtura Zygfryda Flacha von Schwartzburga w 1471 r., na 12,5 łanach na prawie magdeburskim, z obowiązkiem jednej służby zbrojnej. Przywilej na dobra między Wincentą i Ciborami otrzymał Janik Broszka.